# Rhamphomyia amplicella
Rhamphomyia amplicella är en tvåvingeart som beskrevs av Daniel William Coquillett 1895. Rhamphomyia amplicella ingår i släktet Rhamphomyia och familjen dansflugor.
Artens utbredningsområde är Oregon. Inga underarter finns listade i Catalogue of Life.